# تیمیروو
تیمیروو (انگلیسی: Timirovo) یک شهرک در شهرستان بورزیانسکی باشقیرستان کشور روسیه است.